# 伊洛娜·里希特
伊洛娜·里希特（德語：Ilona Richter，1953年3月11日—），德国女子赛艇运动员。她曾代表东德参加1976年和1980年夏季奥林匹克运动会赛艇比赛，获得二枚金牌，均来自女子八人单桨有舵手项目。